# Cruda Amarilli
Cruda Amarilli es un madrigal perteneciente al quinto libro de madrigales de Claudio Monteverdi, para 5 voces, basado en un poema de Gian Battista Guarini. 
Las innovaciones armónicas y el uso de las disonancias originó la famosa polémica con su antagonista, G.M. Artusi.

## Texto
| Original en Italiano Cruda Amarilli, che col nome ancora, d’amar, ahi lasso! amaramente insegni; Amarilli, del candido ligustro più candida e più bella, ma de l’aspido sordo e più sorda e più fera e più fugace; poi che col dir t’offendo, i’ mi morrò tacendo. | Traducción al español Cruel Amarilli, que con tu propio nombre, a amar, ¡ay de mí!, amargamente enseñas; Amarilli, que el blanco jazmín más pálida y más bella, pero que el sordo áspid más sorda y más orgullosa y más veleidosa; puesto que al hablar te ofendo, moriré en silencio. |